# Leopold I de Baden
Leopoldo I de Baden (Karlsruhe, 29 d'agost, 1790 - ídem, 24 d'abril, 1852), va ser gran duc de Baden des de 1830 fins a la seva mort.
Fill primogènit del gran duc Carles Frederic, hagut del matrimoni d'aquest amb la seva segona esposa Louise Caroline, més tard comtessa de Hachberg. Va estudiar a Heidelberg va prendre part en la guerra de 1814, i en virtut de la llei de 4 d'octubre de 1817 va rebre el dret de successió als països de Baden i el títol de gran duc, príncep i marcgravi de Baden.
A la mort del gran duc Luís (30 de març de 1830) cridat a ocupar el tron, va ser el príncep alemany que va implantar les reformes de 1848. En esclatar en baden el moviment revolucionari, va abandonar el país (13 de març de 1849), però va tornar a l'agost del mateix any i va tractar amb benignitat als revolucionaris, implantant de nou l'antiga Constitució.
No podent el seu fill gran, Luis (m. el 1858), va assumir el govern per falta de salut, va abdicar Leopold en favor del seu segon fill, Frederic.

## Matrimoni i fills
El 25 de juliol de 1819 Leopold es va casar amb la seva neboda Sofia Guillermina de Suècia, amb qui va tenir els següents fills:
- Alexandrina (1820-1904), casada amb Ernst II. Herzog von Sachsen-Coburg und Gotha (1818-1893);
- Lluís (1822);
- Lluís (1824-1858), Gran Duc de Baden;
- Frederic (1826-1907), Gran Duc de Baden, casat amb Lluïsa de Prússia (1838-1923);
- Guillerm (1829-1897), General Prússia;
- Carles (1832-1906), casat amb Rosalie von Beust;
- Maria de Baden (1834-1899), casada amb el príncep Ernest Leopold de Leiningen (1830-1904);
- Cecília (1839-1891), coneguda més tard com Olga Fedorovna, casada amb Miquel de Rússia (gran duc de Rússia II), fill de Nicolau I de Rússia i germà d'Alexandre II de Rússia.[1]

## Distinciones honoríficas
- Sobirà Gran Mestre de la Fidelitat.
- Sobirà Gran Mestre de l'Ordre Militar de Carles Frederic.
- Sobirà Gran Mestre de l'Ordre del Lleó de Zähringen.
- Cavaller Gran Creu de la Reial Orde de Sant Esteve d'Hongria.[1]